# Aclytia heber
Aclytia heber är en fjärilsart som beskrevs av Pieter Cramer 1782. Aclytia heber ingår i släktet Aclytia och familjen björnspinnare. Inga underarter finns listade i Catalogue of Life.

## Bildgalleri

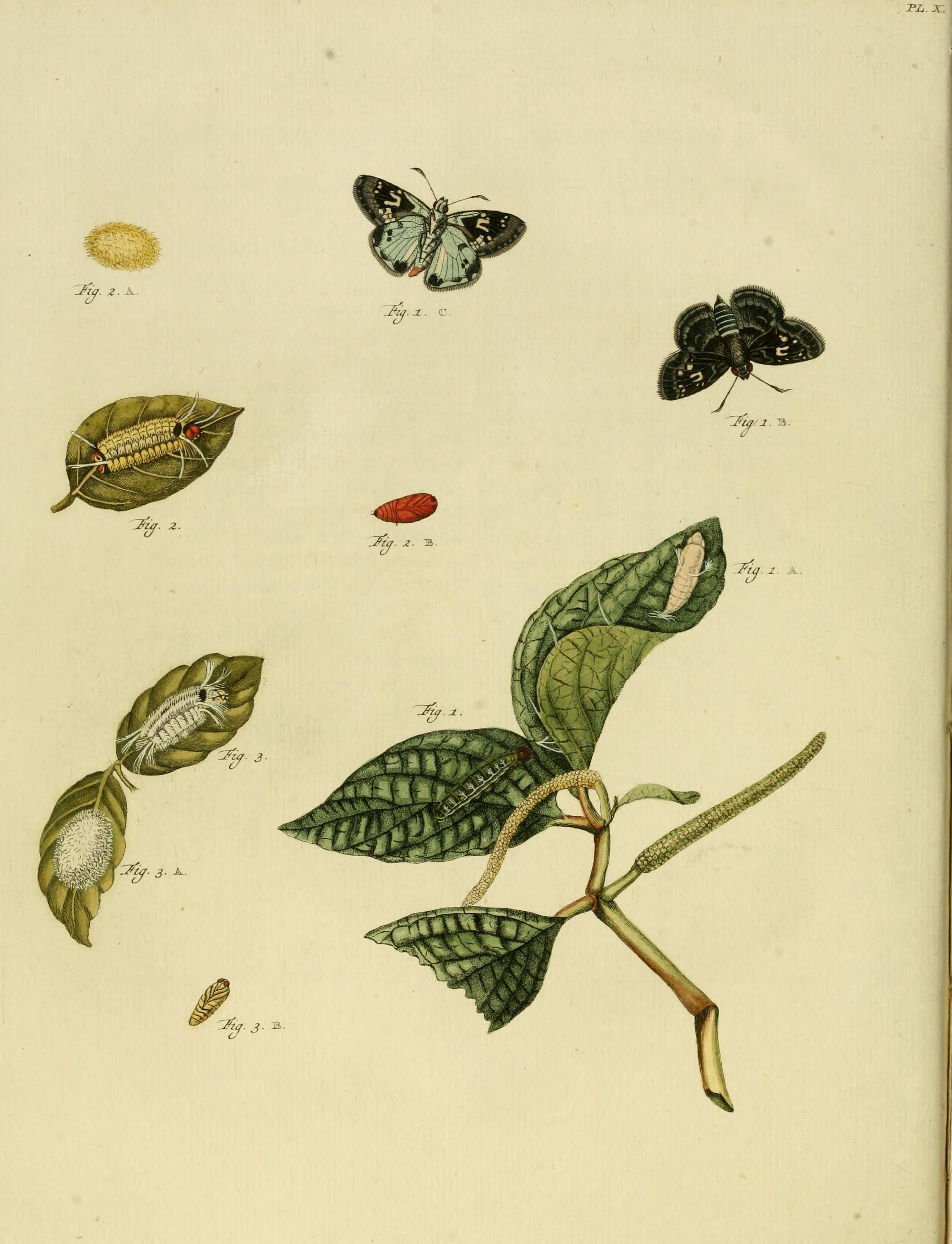
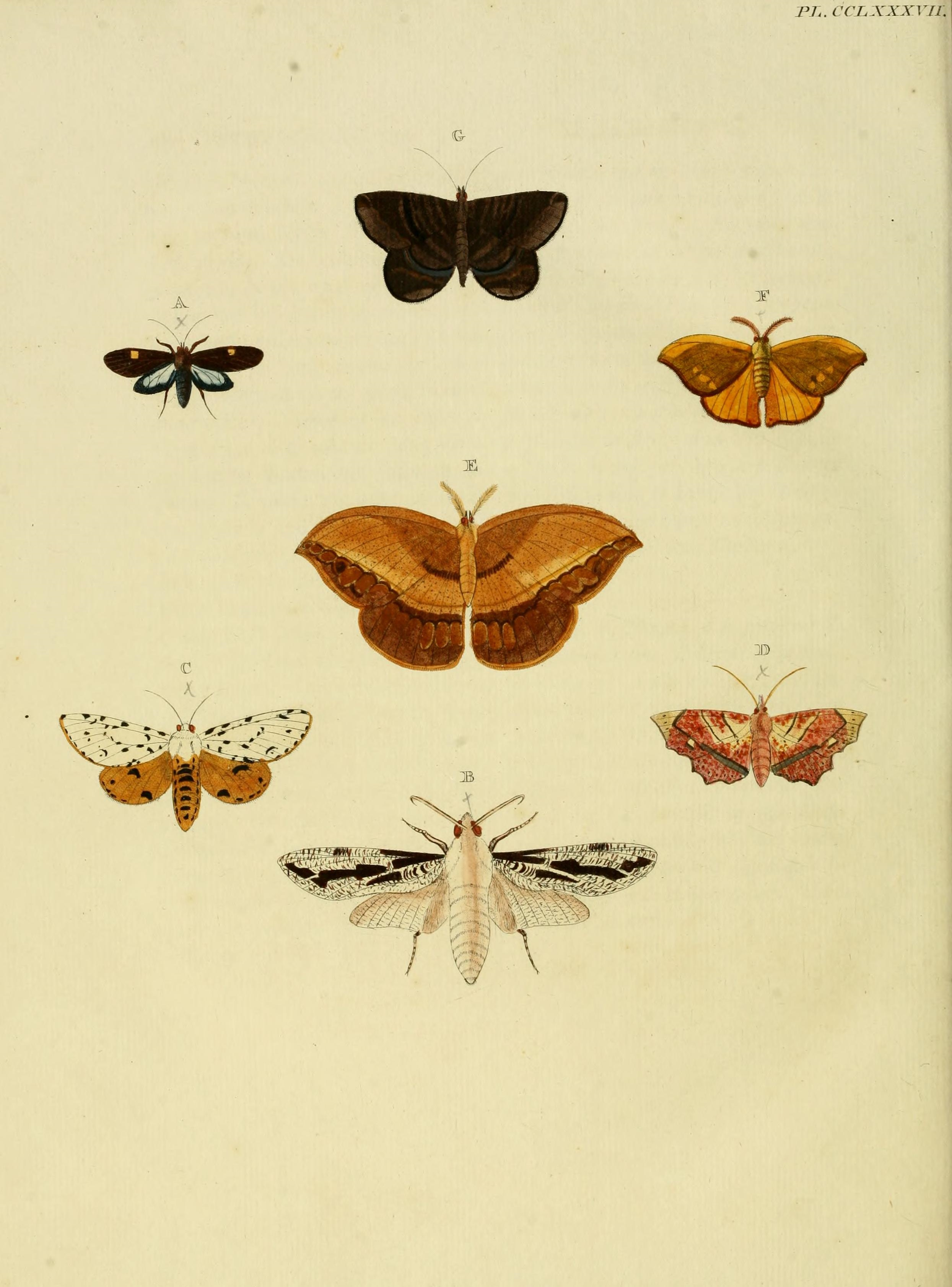
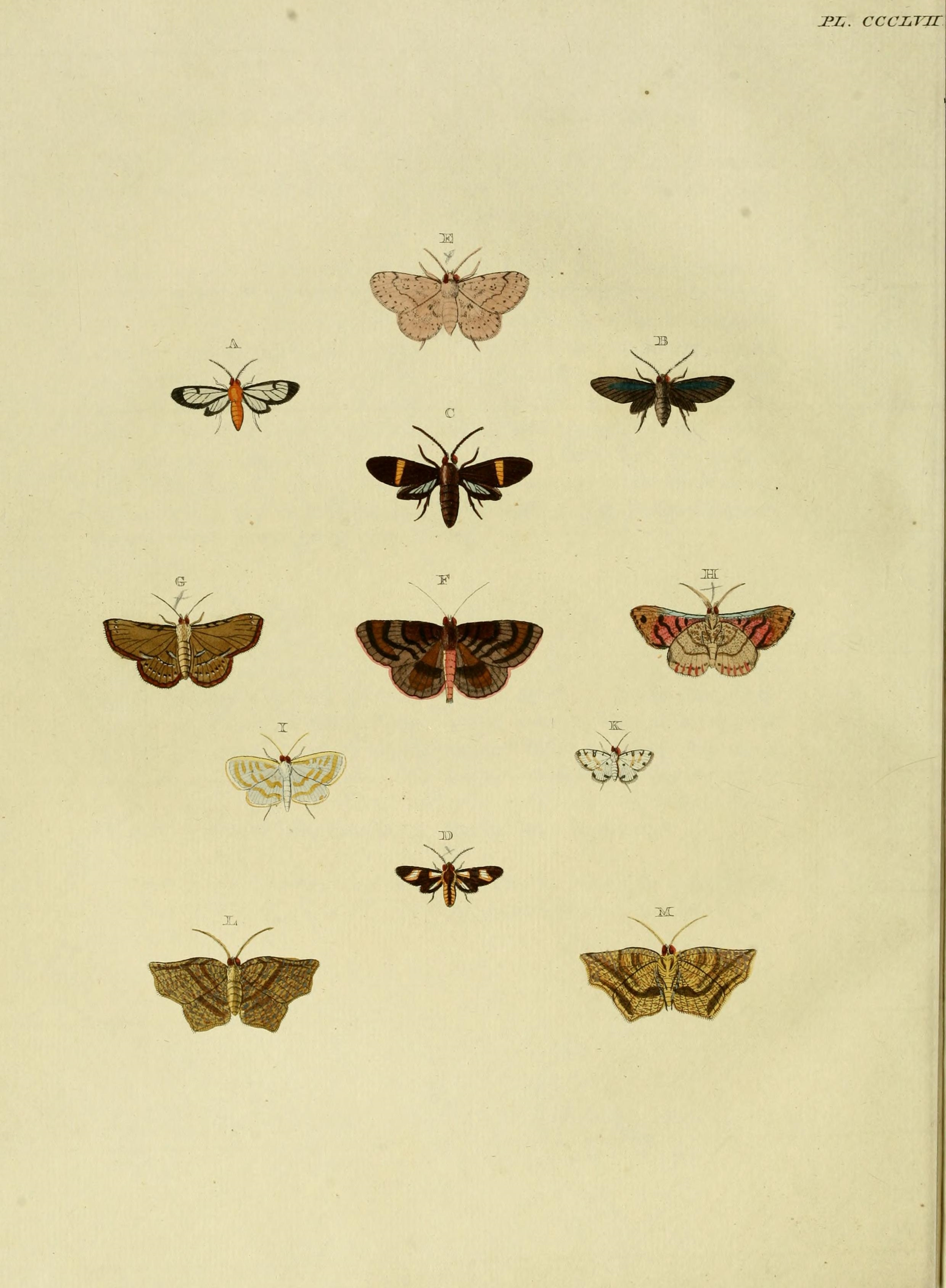